# City Heat
City Heat is een Amerikaanse komische misdaadfilm uit 1984 geregisseerd door Richard Benjamin.

## Verhaal
De film speelt zich af in 1933. Mike Murphy heeft tezamen met Diehl Swift een privédetectivebureau. Hun assistente is Addy. Mike Murphy is een voormalig politieman en vormde destijds een team met Speer. Speer verkropte het vertrek van Murphy niet en hun relatie is sindsdien verzuurd.
Swift komt in de problemen doordat hij in bezit is van de zwarte boekhouding van gangster Primo Pitt. Pitt doodt Swift omwille van chantage en richt zich nu op Murphy om de boekhouding terug te vinden. Andere bendes willen deze boekhouding omdat ze zo de bende van Primo kunnen opdoeken.
De moord op Swift wordt onderzocht door Speer die hierdoor terug in contact komt met Murphy. Ondanks ze elkaar niet kunnen luchten, zijn ze genoodzaakt om samen te werken.

## Rolverdeling
| Acteur            | Personage        |
| ----------------- | ---------------- |
| Clint Eastwood    | Lieutenant Speer |
| Burt Reynolds     | Mike Murphy      |
| Jane Alexander    | Addy             |
| Madeline Kahn     | Caroline Howley  |
| Rip Torn          | Primo Pitt       |
| Beau Starr        | Pitt Lookout     |
| Irene Cara        | Ginny Lee        |
| Richard Roundtree | Diehl Swift      |
| Tony Lo Bianco    | Leon Coll        |
| William Sanderson | Lonnie Ash       |
| Nicholas Worth    | Troy Roker       |
| Robert Davi       | Nino             |
| Art LaFleur       |                  |
| Jack Nance        | Aram Strossell   |
| Tab Thacker       | Tuck             |
| Tom Spratley      | Chauffeur        |

## Nominatie
| Prijs                        | Categorie        | Ontvanger(s)  | Resultaat   |
| ---------------------------- | ---------------- | ------------- | ----------- |
| Golden Raspberry Awards 1984 | Slechtste acteur | Burt Reynolds | Genomineerd |